# Agneta Dahlgren
Agneta Elisabeth Dahlgren Hermine, född 21 november 1966 i Ulricehamn, är en svensk industridesigner. Dahlgren har arbetat många år för Renualt i Frankrike. 2013 var hon en av pristagarna när Renualt Zoe belönades med Red dot design award.
Dahlgren är uppvuxen i Ulricehamn och har en masterexamen i industridesign från Luleå Tekniska Högskola. Hon flyttade till Frankrike 1990.
Dahlgrens första uppdrag inom bilindustri var ett praktikantarbete inom Renualt 1991. Dahlgren undersökte kulturella och strategiska aspekter av Renault och Volvos varumärken. Studien kallade hon för "Water & Wine". Dahlgren har sedan 2014 bland annat varit ansvarig för elbilar och C-segmentet inom Renault. Hon har bland annat bidragit till designen till elbilen Renualt Zoe och bilmodellen Megané IV. Dahlgren har sagt att |Laurens van den Acker är en av de personer som inspirerat henne mest i sitt arbete.
Women and Vehicles in Europe (Wave) utsåg henne till årets kvinna 2016.